# Lambert Gueme
Lambert Gueme, né le 7 septembre 1998 à Dakar (Cameroun), est un footballeur camerounais jouant au poste d'attaquant aux FAR de Rabat.

## Biographie
Il reçoit sa première convocation avec l'équipe du Cameroun le 21 septembre 2021, à l'occasion des éliminatoires à la Coupe du monde 2022 face au Mozambique (victoire, 0-1). Cependant, il ne fait aucune entrée en jeu.

## Palmarès
FAR de Rabat
- Coupe du Maroc (1) :
  - Vainqueur : 2020-21.